# Aliciella subacaulis
Aliciella subacaulis là một loài thực vật có hoa trong họ Polemoniaceae. Loài này được (Rydb.) J.M.Porter & L.A.Johnson mô tả khoa học đầu tiên năm 2000.